# Бучинская, Наталия Любомировна
Наталия Любомировна Бучинская (укр. Наталія Любомирівна Бучинська; род. 1977, Львов, Украинская ССР) — украинская певица, Народная артистка Украины (2004).

## Биография
Родилась 28 апреля 1977 года в Львове. Затем её семья переехала в Тернополь. Наталия Бучинская пела в школьном хоре, окончила музыкальную школу и хотела продолжить музыкальное образование. Но в Тернополе не было для этого возможностей и Наталия поступила в Тернопольскую академию народного хозяйства, продолжая заниматься музыкой.
В 1995 году победила на конкурсе «Мисс Академия». 18 февраля 1995 года победила на отборочном туре фестиваля «Червона Рута».
После «Червоной Руты» Наталия выступала на десятках фестивалей, среди которых были набирающие силу «Перлини сезону» и «Песенный вернисаж 95-98». В 1995 победила с песней «Послухай, шелестять дощі». В 1998 году она завоевала Гран-При президента Украины этого фестиваля, а её песня «В наметі» была названа «Песней года».
Наталие предложили стать солисткой Государственного ансамбля песни и пляски МВД Украины. В 2004 году окончила Академию МВД Украины. Наталия — майор МВД Украины.
За победу на «Песенном Вернисаже» в 1999 году, Наталия из рук министра МВД получила ключи от однокомнатной квартиры, а от Президента — звание Заслуженной артистки Украины.

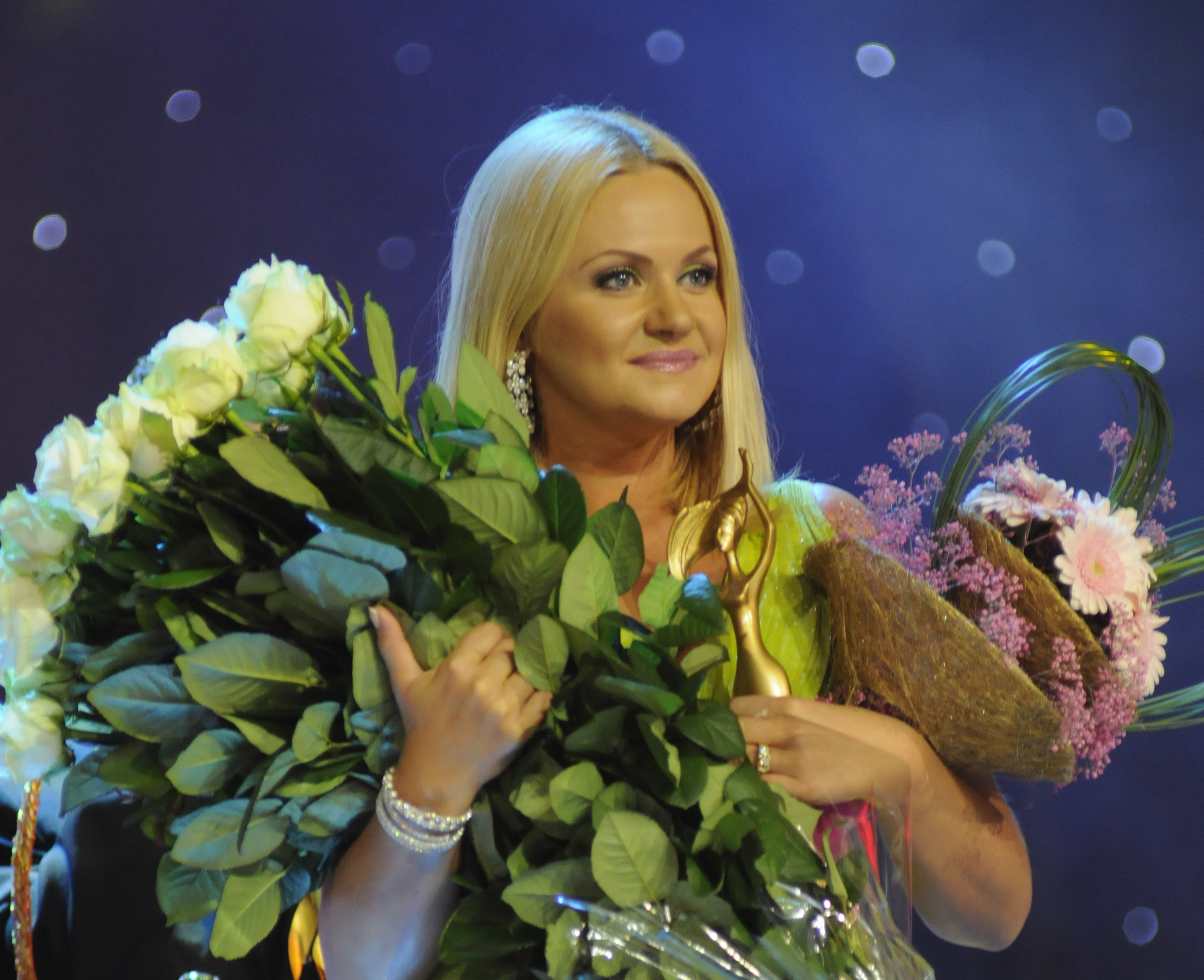
Наталья Бучинская в 2016 году

Признание слушателей получили творческие дуэты Наталии Бучинской с Александром Малининым («Давай попробуем вернуть»), Владимиром Гришко («Бегут года»), Михаилом Поплавским («Моя Украина»), Дмитрием Гордоном («Первая любовь»).
В 2003 году Наталия осуществила поездку в Косово.
Наталия Бучинская дала более двух тысяч концертов. В её репертуаре — более 300 песен и не только на украинском и русском языке, а также на английском, французском, польском, итальянском, испанском и армянском.
В числе авторов песен — Николо, Юрий Рыбчинский, Владимир Матецкий, Руслан Квинта, Владимир Мельников и Любаша. Кстати, специально для альбома певицы Любаша впервые написала украинскую песню.

## Семья
- Дочь — Екатерина.

## Награды
- В 2004 году Наталия Бучинская получает звание Народной артистки Украины и стала самой молодой обладательницей этого звания в истории Украины.
- В 2006 году она получает награду в Всеукраинском рейтинге «Бренд года-2005» в номинации «Народное признание». А песни «Україна», «Дівчина-весна» и «Ой, у вишневому саду» вошли в число лучших песен года Украины.
- Является лауреатом ордена Святой великомученицы Варвары за благотворительную деятельность.

## Дискография
- «Про те, чого не вимовиш словами…»
- «Дівчина — весна» — 2004 год.
- «Душа» — 2008 год.

## Сингл
- Наталия Бучинская и Геннадий Витер «Без тебя» Архивная копия от 24 сентября 2016 на Wayback Machine

## Видеография
- «Моя Україна» (2003)
- «Дівчина-весна» (2004)
- «Перемога» (2004)
- «Грішна любов» (2005)
- «Первая любовь» Архивная копия от 8 мая 2021 на Wayback Machine (дуэт с Дмитрием Гордоном) (2006)
- «Душа» (2007)
- «Просто» (2008)
- «Последняя любовь» (дуэт с Иосифом Кобзоном) (2012)
- «Все для тебе» (2013)
- «Налейте шампанского» (2013)
- «Все сначала» (2015)

## Официальные ресурсы
- Официальный сайт Наталии Бучинской Архивная копия от 5 июня 2008 на Wayback Machine
- Наталия Бучинская @ Facebook Архивная копия от 7 марта 2017 на Wayback Machine
- Наталия Бучинская @ SoundCloud Архивная копия от 13 сентября 2016 на Wayback Machine
- Наталия Бучинская на @ iTunes Архивная копия от 24 сентября 2016 на Wayback Machine
- Наталия Бучинская @ Instagram Архивная копия от 18 мая 2017 на Wayback Machine
- Наталия Бучинская @ Google+
- Наталия Бучинская @ ВКонтакте
- Наталия Бучинская @YouTube Архивная копия от 8 мая 2021 на Wayback Machine